# Pontefract Castle
Pontefract Castle eller Pomfret Castle er en middelalderborg i området City of Wakefield i West Yorkshire i England.
Borgen blev bygget på en klippe øst for byen over All Saints Church, omkring år 1070 af Ilbert de Lacy. på jord, som Vilhelm Erobreren havde tildelt ham for hans støtte under den normanniske erobring af England. Der er dog tegn på, at der tidligere har været beboelse på stedet. Til at begynde med blev fæstningen opført i træ, som er genopført i sten. I Domesday Book fra 1086 nævnes "Ilbert's Castle", hvilket sandsynligvis er Pontefract Castle.
Fæstningen blev udbygget i flere omgang i de følgende århundreder.
Man mener, at kong Richard 2. døde på Pontefract Castle i 1400, hvilket Shakespeare har brugt i sit stykke Richard den Tredje. Under den engelske borgerkrig midt i 1600-tallet blev borgen udsat for flere belejringer. Efter borgerkrigen blev den ødelagt for at forhindre den i at blive brugt militært igen.